# Alarm in der Unterwelt
Alarm in der Unterwelt (Originaltitel: The Undercover Man) ist ein US-amerikanischer Kriminalfilm aus dem Jahr 1949 von Joseph H. Lewis mit Glenn Ford und Nina Foch in den Hauptrollen. Der Film noir wurde von Columbia Pictures produziert und basiert auf der Autobiografie Undercover Man: He Trapped Capone von Frank J. Wilson, die am 26. April 1947 im Magazin Collier’s erschien.

## Handlung
Steuerfahnder Frank Warren will sich mit Manny Zanger treffen, der ihm Informationen über Steuerhinterziehungen des Syndikatsbosses Big Fellow geben will. Doch Zanger wird noch vor dem Treffen ermordet. Zwar kann der Mörder von der Polizei festgenommen werden, doch muss er freigelassen werden, da keiner der Zeugen aussagen will. Um Big Fellow dennoch Steuerhinterziehung nachweisen zu können, lässt die Steuerbehörde alle Buchhaltungsunterlagen seiner Untergebenen konfiszieren. Die Behörde lässt alle Buchhalter, die für das Syndikat arbeiten, festnehmen, um deren Unterschriften mit denen auf Scheckkarten abzugleichen. Bevor die Behörde damit beginnen kann, werden die Buchhalter auf Betreiben des Anwalts Edward O’Rourke wieder freigelassen. Frustriert verlässt Inspector Herzog die Fahndungsgruppe.
Sergeant Shannon, der vor Jahren den Kampf gegen das Syndikat aufgegeben hat, zeigt Frank die Unterlagen von Salvatore Rocco, einem Buchhalter des Syndikats, den Shannon einmal verhaftet hat. Warren findet heraus, dass Rocco in der Gegend lebt, in der auch Zangers Kontakt wohnt. In Roccos Appartement trifft er nur die Ehefrau Theresa an, die sich beklagt, dass er sie für eine andere Frau verlassen hat. Sie bestätigt, dass Rocco Zanger kannte, kann aber nicht sagen, wo er sich jetzt aufhält. Sie zeigt ihm einen Brief ihres Mannes. Frank erkennt, dass Roccos Unterschrift auch auf konfiszierten Scheckkarten zu sehen ist.
Frank sucht Roccos Freundin Gladys LaVerne auf. Sie erklärt ihm, dass Rocco aussagen werde, wenn er in ein Zeugenschutzprogramm komme und die ausgelobte Belohnung für die Ergreifung des Syndikatsbosses erhalte. Als Gegenleistung will er Frank ein Notizbuch mit den Nummern allen Scheckkarten, die er für das Syndikat gemacht hat, übergeben. Das Buch ist in seinem Appartement versteckt, er schickt seine Tochter Rosa, es zu holen. Noch bevor sie das Notizbuch liefern kann, wird Rocco ermordet.
Als Frank von Roccos Begräbnis nach Hause kommt, ist seine Wohnung durchsucht worden, und er wird von zwei Unbekannten zusammengeschlagen. Seine Frau Judy, die auf der Farm ihrer Eltern lebt, wird von O’Rourke bedroht. Frank eilt zu ihr und will seinen Dienst quittieren. Frank kehrt in die Stadt zurück und erhält Besuch von Rosa und ihrer Großmutter Maria. Maria erzählt ihm, dass ihr Mann in Italien gegen die Mafia gekämpft habe und ermordet wurde. Sie übergibt Frank das Notizbuch, der reumütig den Kampf gegen Big Fellow wieder aufnimmt.
Das Notizbuch enthält fast alle Angaben, die die Steuerbehörde für die Anklage benötigt. In Los Angeles wird Sidney Gordon, ein Buchhalter des Syndikats, zusammen mit seiner Frau Muriel festgenommen. Gordon kooperiert und seine Aussagen verhelfen dazu, Anklage zu erheben. Als O’Rourke wegen Bestechungsversuchs der Jury zu einer Anhörung vorgeladen wird, trifft er sich heimlich mit Frank. Er bietet Frank die Offenlegung der gesamten Finanztransaktionen des Syndikatbosses sowie den Beweis, dass die Geschworenen gekauft wurden, an. Das Syndikat bekommt Wind von dem Verrat und tötet den Anwalt. Frank lässt auf Grund der Informationen die Jury auswechseln. Die neue Jury spricht Big Fellow schuldig, der für 20 Jahre ins Gefängnis muss.

## Produktion

### Hintergrund
Gedreht wurde der Film vom 4. Mai bis zum 16. Juni 1948 in Los Angeles, u. a. in der Los Angeles Union Station und am Hollywood Burbank Airport.

### Stab
Walter Holscher war der Art Director, William Kiernan der Szenenbildner und Jean Louis der Kostümbildner. Musikalischer Direktor war Morris Stoloff.

### Besetzung
In kleinen nicht im Abspann erwähnten Nebenrollen traten Peter Brocco, Joe Mantell und Wally Rose auf.
James Whitmore gab sein Filmdebüt. Eddie Parker war als Stuntman am Set.

## Synchronisation
Die deutsche Synchronfassung entstand bei der Ultra-Film in München.
| Rolle            | Schauspieler     | Deutscher Synchronsprecher |
| ---------------- | ---------------- | -------------------------- |
| Frank Warren     | Glenn Ford       | Curt Ackermann             |
| Judith Warren    | Nina Foch        | Eleonore Noelle            |
| George Pappas    | James Whitmore   | Heinz Engelmann            |
| Edward O’Rourke  | Barry Kelley     | Hans Hinrich               |
| Stanley Weinburg | David Bauer      | Paul Klinger               |
| Insp. Herzog     | Frank Tweddell   | Klaus W. Krause            |
| Joseph Horan     | Howard St. John  | Wolfgang Eichberger        |
| Sgt. Shannon     | John F. Hamilton | Anton Reimer               |
| Sydney Gordon    | Leo Penn         | John Pauls-Harding         |
| Theresa Rocco    | Angela Clarke    | Eva Eras                   |
| Salvatore Rocco  | Anthony Caruso   | Peter Pasetti              |
| Manny Zanger     | Robert Osterloh  | Ernst Fritz Fürbringer     |
| Gladys LaVerne   | Kay Medford      | Roma Bahn                  |
| Ladenbesitzer    | John Butler      | Hans Pössenbacher          |
| Ferguson         | Michael Cisney   | Harald Wolff               |
| Richter Parker   | Everett Glass    | Walter Holten              |
| Gangster         | Sol Gorss        | Wolfgang Preiss            |

Anmerkung: Die kursiv geschriebenen Namen sind Rollen und Darsteller, die nicht im Abspann erwähnt wurden.
Die Einleitung wurde in der Originalfassung von John Ireland gesprochen. Er wurde von Wolf Ackva synchronisiert.

## Veröffentlichung
Die Premiere des Films fand am 20. März 1949 in Chicago statt. In der Bundesrepublik Deutschland kam er am 19. Februar 1952 in die Kinos, in Österreich im Dezember 1952.

## Kritiken
Der Filmkritiken-Aggregator Rotten Tomatoes hat in einer Auswertung von 5 Kritiken eine Zustimmungsrate von 60 Prozent errechnet. Das Publikumsergebnis hat sich bei 79 Prozent positiver Bewertungen eingependelt.
Das Lexikon des internationalen Films schrieb: „In der Milieuschilderung realistischer, spannend inszenierter Kriminalfilm, der sich an die Fakten der Al-Capone-Verhaftung anlehnt.“
Das Magazin Time Out lobte insbesondere Regisseur Lewis, der in bewundernswert ehrlicher und kräftiger Weise inszeniert und Guffeys mutige Schwarzweißkamera ausgezeichnet nutzt.
Die Variety lobte die geradlinig erzählte Geschichte in einem kompromisslosen Dokumentarstil. Hervorgehoben wurde das Tempo und der Realismus.
Virginia Graham bezeichnete den Film im London Evening Standard als sensiblen, kurzen, angemessen spannenden und gut konstruierten Thriller.
Der Kritiker des TV Guide sah einen temporeichen Thriller mit guter Action und einer Besetzung, die Spannung erzeugt.